# Mirów nad Wartą
Mirów nad Wartą lub Balikowa Skała – skała ostańcowa położona w przełomowej dolinie Warty, na granicy Częstochowy (dzielnicy Mirów) i Jaskrowa. Znajduje się na lewym (północnym) brzegu rzeki. Wraz z położoną na przeciwnym brzegu skałami Jasia i Małgosi tworzy Bramę Mirowską.
Jest to masywna wychodnia wapienna o płaskim wierzchołku. Z jednej strony posiada pionową ścianę o wysokości 20 metrów. Wysokość bezwzględna wzniesienia wynosi 257 m n.p.m.
Częściowo ukryta za drzewami, które tworzą tu grądowy zagajnik. Na zboczach występuje też roślinność murawowa (m.in. rozchodniki, macierzanki, ciemiężyk białokwiatowy). Na południowo-zachodnim zboczu wzniesienia, na wysokości 250 m n.p.m., znajduje się wejście do Jaskini w Balikowej Skale. Długość jaskini wynosi 15 m.
Poz względem fizycznogeograficznym znajduje się na pograniczu Wyżyny Częstochowskiej i Wyżyny Wieluńskiej (przełomowa dolina Warty raczej zaliczana jest do tej pierwszej). W starszych opracowaniach bywa zaliczana do Obniżenia Górnej Warty.

## Legendy
Skała Mirów nad Wartą nazywana była także Zapadniętym Kościołem. Ta nazwa pochodzi od legendy, według której na jej szczycie dawniej istniał kościół. Jego wierni podczas nabożeństw nie skupiali się na mszy, lecz zajmowali sprawami zupełnie z nią nie związanymi. Pewnego razu zdesperowany proboszcz krzyknął; Lepiej, żeby ten kościół zapadł się pod ziemię ! I tak się stało.

## Zamek w Mirowie
W rzeczywistości na szczycie skały nigdy nie było kościoła, lecz znajdował się tam niewielki Zamek w Mirowie nad Wartą należący do systemu Orlich Gniazd. Wiadomo o tej warowni z tylko jednego dokumentu króla Zygmunta Augusta wystawionego dla klasztoru mstowskiego w 1555 r. W świetle ustaleń Zbigniewa Bereszyńskiego na tym występie skalnym znajdują się pozostałości zamku w postaci kopca o średnicy 20 m i wysokości 5 m, otoczonego z trzech stron 18 metrowym urwiskiem skalnym, a z jednej strony oddzielonego fosą od szczytowej powierzchni terasy nadrzecznej, za którą ciągnie się podkowiasty wał kamienno-ziemny o wysokości 2 m. Zdaniem tego badacza obiekt obronny w Mirowie funkcjonował jako wieża na kopcu z zewnętrznym wałem i podwójną fosą od strony największego zagrożenia.
Według Jacka Laberscheka związek z budową tego zamku mógł mieć książę Władysław Opolski, władający tymi ziemiami w latach 1370–1391 i zatrzymujący się podczas podróży właśnie w Mirowie, jak chociażby w 1383 r. lub Wiernek z Pławniowic tenutariusz Mirowa w latach 1405–1425, albo też Jan Służka piszący się z Mirowa tenutariusz tej wsi w latach 1425–1472 i długoletni burgrabia zamku w Olsztynie.
Istnienie warowni potwierdza ukształtowanie terenu, zachowane resztki fosy, kopiec na szczycie, resztki ceramiki, przepalone kamienie.

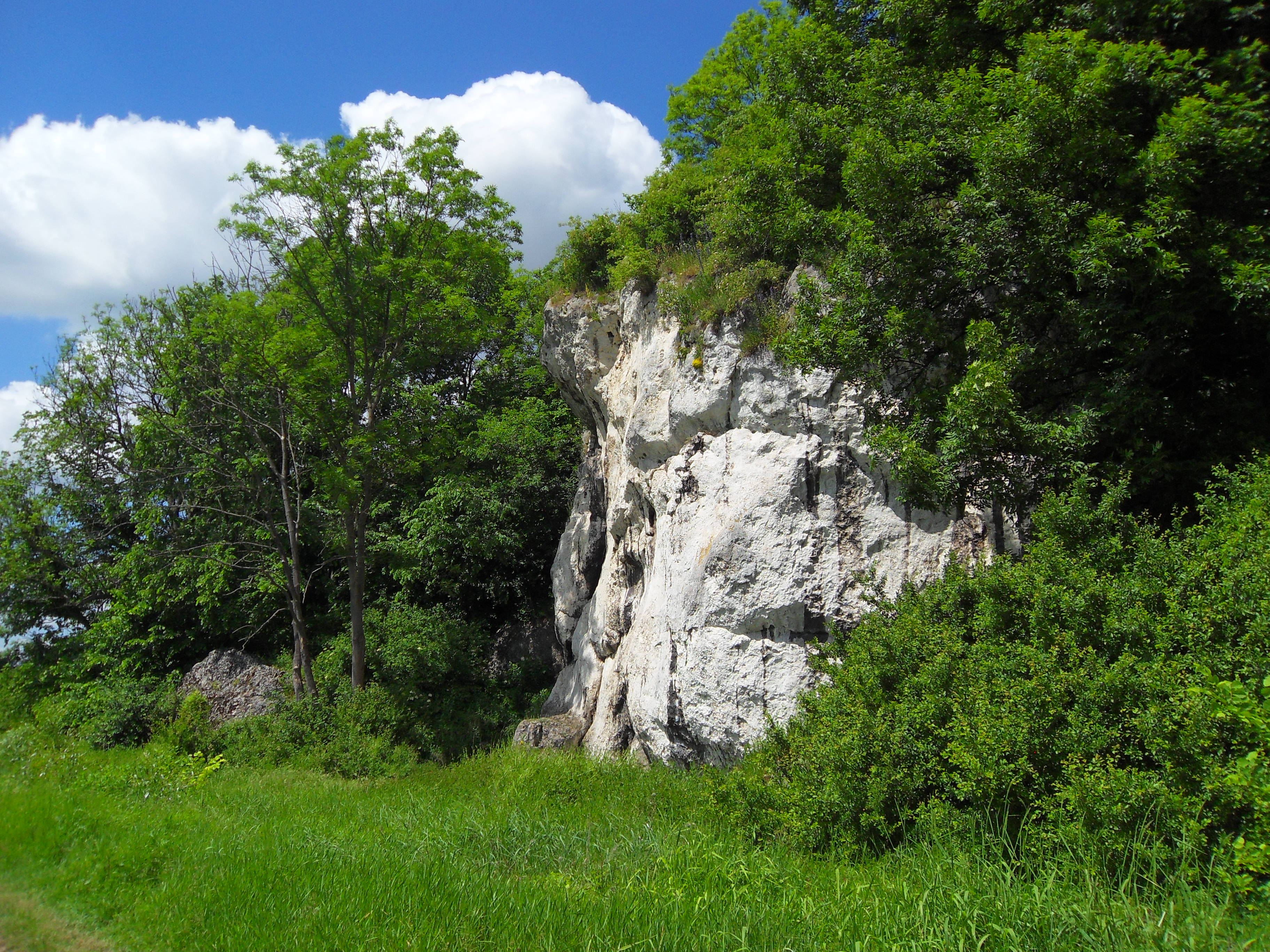
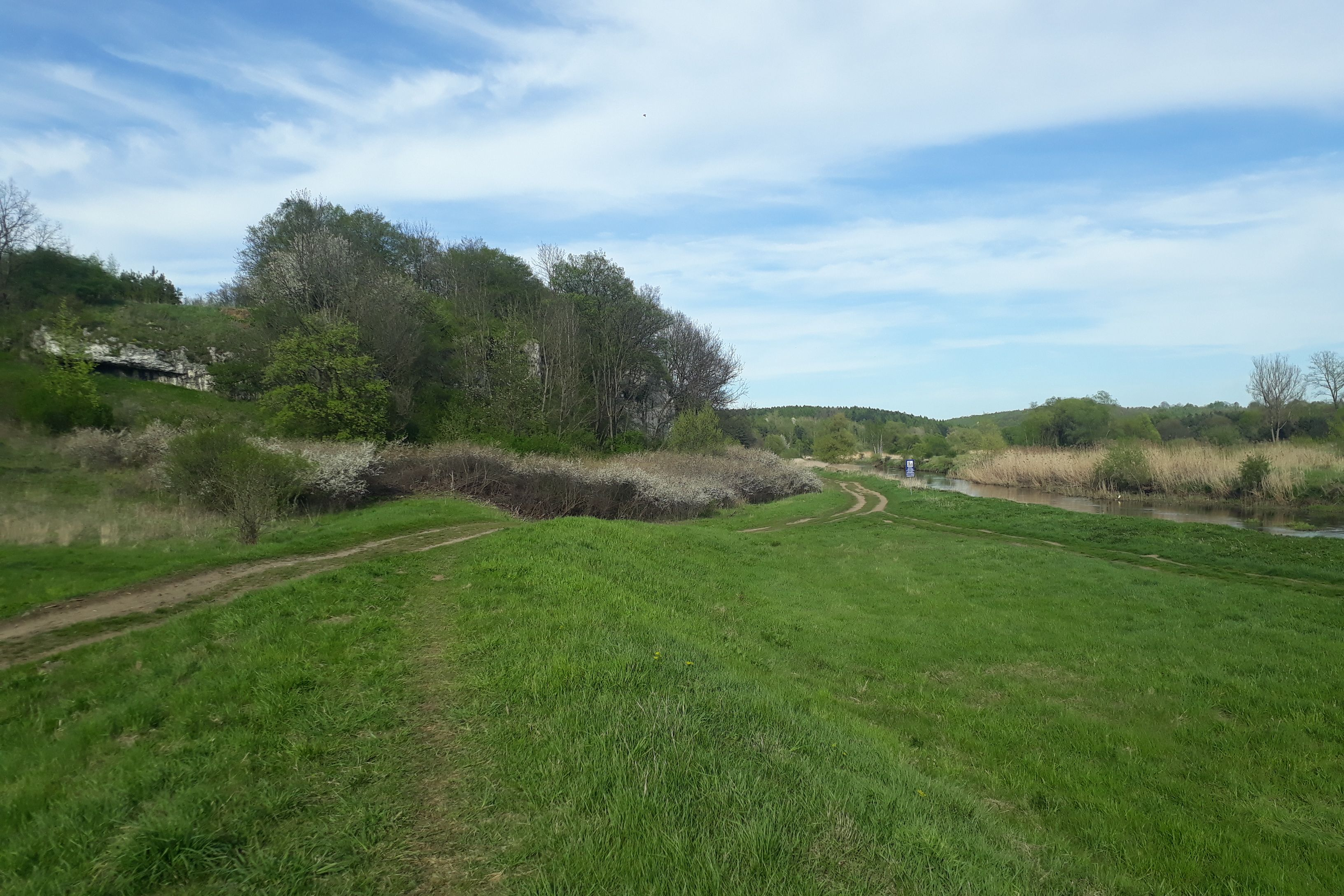
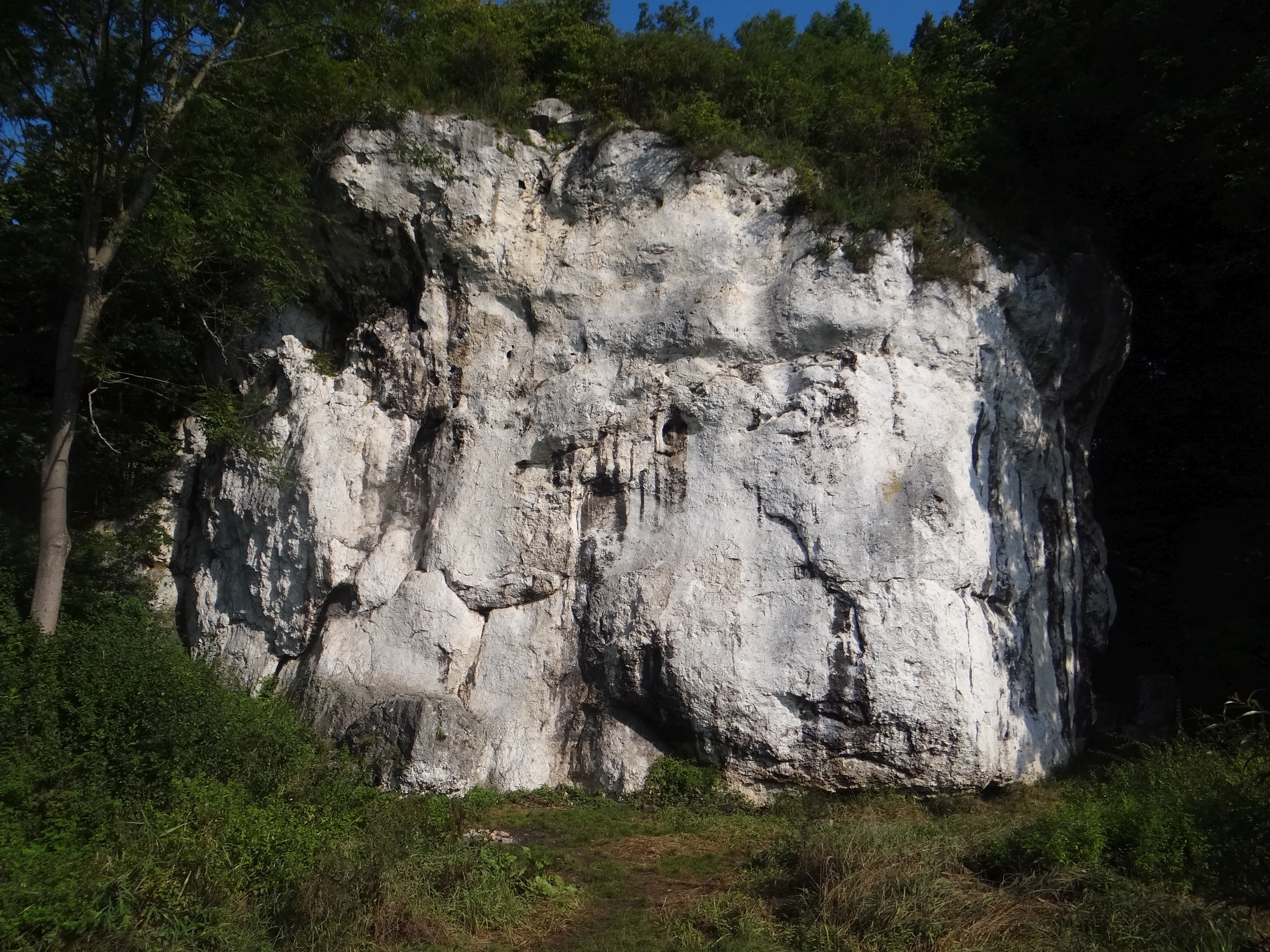
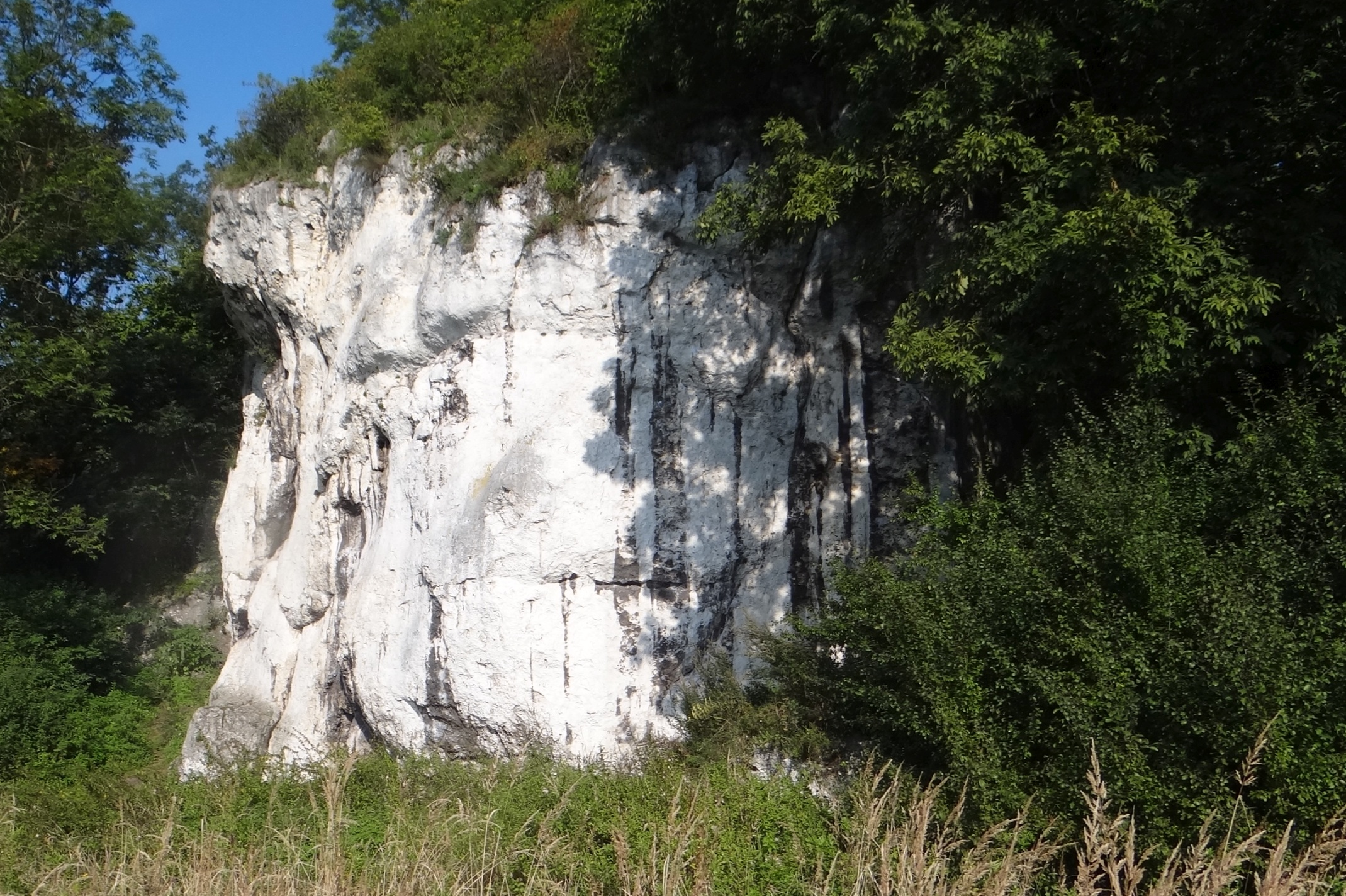

## Drogi wspinaczkowe
Na skale jest 20 dróg wspinaczkowych o trudności od V+ do VI.4 w skali Kurtyki. Prawie wszystkie mają zamontowane stałe punkty asekuracyjne: ringi, stare kotwy (s) i stanowiska zjazdowe. Wśród wspinaczy skalnych skała ma niewielką popularność.

1. Na lewo; V+ (nie wystarczą same ekspresy)
2. Córka Lucyfera; VI.1, 3r (zjazd z ringa)
3. Tu jest Polska; VI.2+, 3r + st
4. Ostatnie widzenie; VI.1+, 3r (zjazd z ringa)
5. Timur Gumirowicz; VI.2+, 5r + st (niebezpiecznie)
6. Dialog; VI.1, 5r + st (droga szczególnie warta polecenia)
7. Obłęd; VI.+, 5r + st (ściśle płytą VI.2+)
8. Pektowin the Best; VI.2, 5r + st
9. Ostrzeżenie dla szambonura; VI.2, 6r + st
10. Ucieczka Gumisi; VI.4, 6r + st
11. Fulco de Lorche; VI.4, 6r + st
12. Linia życia; VI.2, 5r + st
13. Płyta prezesa; VI.2+, 5r + st
14. Kuty filar; VI.3, 4r + s + st
15. Pasje; VI.4+, 4r + st
16. Honor downa; VI.4, 4r + st
17. Tatrzańska rysa; VI.2W (nie wystarczą same ekspresy)
18. Kampania zimowa; VI.5, 5 r + st (droga szczególnie warta polecenia)
19. Drabina miłości; VI.2+, 5r + st
20. Jaśka byczy ślip; VI.1, 3r + st[1].